# Lejota
Lejota is een vliegengeslacht uit de familie van de zweefvliegen (Syrphidae).

## Soorten
- L. aerea (Loew, 1872)
- L. beckeri (Shannon, 1926)
- L. cyanea (Smith, 1912)
- L. korsakovi (Stackelberg, 1952)
- L. ruficornis (Zetterstedt, 1843)